# Кастелно д'Озан
Кастелно д'Озан (фр. Castelnau-d'Auzan) насеље је и општина у јужној Француској у региону Миди Пирене, у департману Жерс која припада префектури Кондом.
По подацима из 2011. године у општини је живело 1065 становника, а густина насељености је износила 24,32 становника/km². Општина се простире на површини од 43,79 km². Налази се на средњој надморској висини од 203 метара (максималној 186 m, а минималној 82 m).

## Демографија
| 1962. | 1968. | 1975. | 1982. | 1990. | 1999. | 2011. |
| ----- | ----- | ----- | ----- | ----- | ----- | ----- |
| 1.287 | 1.291 | 1.207 | 1.109 | 1.062 | 1.036 | 1.065 |

График промене броја становника у току последњих година